# Сторерія червоночеревна
Сторерія червоночеревна (Storeria occipitomaculata) — неотруйна змія з роду Сторерія родини Вужеві. Має 3 підвиди. Інша назва «плямистоголова коричнева змія».

## Опис
Загальна довжина сягає 30 см. Досить щільна невелика змія з кілеватой лускою й маленькою головою. Забарвлення коричневе або сіре, іноді з 4 слабко помітними смугами уздовж спини. Відразу позаду голови є 3 бліднозабарвлені плями, колір черевної сторони тулуба коливається від яскраво-червоного до жовтувато-помаранчевого.

## Спосіб життя
Полюбляє лісисту місцину. Зустрічається під корчами, стовбурами, камінням та сміттям у сирих місцях. Веде потайний спосіб життя. Харчується м'якотілими безхребетними, зокрема дощовими хробаками.
Це яйцеживородна змія. Самиця народжує від 3 до 12 дитинчат.

## Розповсюдження
Мешкає від півдня Канади до Флориди й узбережжя Мексиканської затоки на території США.

## Підвиди
- Storeria occipitomaculata obscura
- Storeria occipitomaculata occipitomaculata
- Storeria occipitomaculata pahasapae